# アルメニア・ソビエト社会主義共和国の国旗
アルメニア・ソビエト社会主義共和国の国旗は、1922年に最初に制定され、1952年からのデザインが最も長く使用されたが、ソビエト連邦の崩壊直前の1990年にはアルメニア第一共和国時代に近いデザインへと変更された。

## 変遷
1922年1月30日から2月5日にかけてエレヴァンで開かれた全アルメニア労働者・農民・赤軍兵士代表ソビエト第1回大会中、2月2日に制定された最初のアルメニア共和国憲法は、その第89条において次のように定めている。
国旗のデザインには、1918年に定められたロシア共和国の国旗のようにカントンを四角く金色の帯で区切ったものや、中央執行委員会メンバーの徽章にあるように国名の略記にピリオドを追加したもの、あるいは国名表記を右上がりに配置したもの、表記をロシア語で «ССРА» としたもののようなバリエーションも存在したとみられる。1923年に外務人民委員部が発行したアルバムでは、国旗のデザインは赤旗の左上を四角く黄色の帯で区切り、黄文字のロシア語で «ССРА» と表示したものが掲載されている。1927年3月30日には新たなアルメニア共和国憲法が採択されたが、その第106条の国旗に関する説明は、旗色を緋色に、国名表記を略記のみとした点以外は、1922年のものから変更されていない。
1937年3月23日に開かれた全アルメニア臨時ソビエト第9回大会において採択された新憲法では、国名が「アルメニア社会主義ソビエト共和国」«Հայաստանի Սոցիալիստական Խորհրդային Հանրապետություն» から「アルメニア・ソビエト社会主義共和国」«Հայկական Խորհրդային Սոցիալիստական Հանրապետություն» へと変更され、国旗についても第121条で次のような変更が加えられた。

1937年3月23日から1940年9月6日の国旗

1940年9月6日付のアルメニア共和国最高会議幹部会令により、「ソビエト」と「共和国」の2語のアルメニア語表記に国際化を意図した変更が加えられ、新たな国名表記は «Հայկական Սովետական Սոցիալիստական Ռեսպուբլիկա» とされた。

1940年9月6日から1952年12月26日の国旗

続く1952年12月26日承認の最高会議幹部会令「アルメニア・ソビエト社会主義共和国の国旗に関して」により、国旗には次のような変更が加えられた。
新たな国旗は1953年9月1日の最高会議部会で承認され、1955年9月20日承認の幹部会令「アルメニア・ソビエト社会主義共和国の国旗に関する法令」によって細則が定められた。
その後、ソビエト連邦の崩壊に際して1990年8月23日に第12期アルメニア・ソビエト社会主義共和国最高会議は招集され、翌24日に最高会議は「アルメニア共和国」への国名改称と、「縦横比1対2で赤、青、オレンジの等幅のトリコロール」への国旗の変更を法令により採択した。

1990年8月24日からのアルメニアの国旗